# Nicolae Hurbean
Nicolae Hurbean (* 8. Dezember 1928 in Cunța, Șpring, Kreis Alba; † 4. August 1999 in Sibiu, Kreis Sibiu) war ein rumänischer Politiker der Rumänischen Kommunistischen Partei PCR (Partidul Comunist Român) und Diplomat, der unter anderem zwischen 1985 und 1989 Botschafter in der Mongolischen Volksrepublik war.

## Leben
Nicolae Hurbean absolvierte neben dem Besuch des Handelsgymnasiums in Sibiu eine Berufsausbildung zum Schlosser und arbeitete zwischen 1948 und Dezember 1949 als Schlosser im dortigen Waffenarsenal (Arsenalul Armatei). Er war später zwischen April 1951 und April 1955 nacheinander Ausbildungsmeister, Techniklehrer sowie stellvertretender Studiendirektor der Berufsschule des Unternehmens „Independența Sibiu“, ein 1875 vom Werkmeister Andreas Rieger Maschinenbauunternehmen. Er war zwischen April 1955 und September 1957 Obermeister der Montagewerkstätten dieses Unternehmens und wurde im August 1956 Mitglied der Rumänischen Arbeiterpartei PMR (Partidul Muncitoresc Român). Im Anschluss fungierte von September 1957 bis September 1958 als Vize-Direktor von „Balanța Sibiu“, ein 1896 unter dem Namen „Fabrica de Cântare Hess“ von Ludwig Hess gegründetes Unternehmen, das Gewichtsmessgeräte herstellte, ehe er zwischen September 1958 und September 1960 als Vize-Direktor zum Unternehmen „Independența Sibiu“ zurückkehrte. Im September 1960 wurde er Präsident des Exekutivkomitees des Volksrates von Sibiu sowie zugleich Mitglied des Büros des Parteikomitees dieser Stadt. Er absolvierte zugleich zwischen 1963 und 1966 ein Fernstudium an der Parteihochschule Ștefan Gheorghiu sowie an einer Wirtschaftsfakultät. Nachdem er Vizepräsident des Exekutivkomitees des Volksrates im Kreis Sibiu war, fungierte er zwischen dem 5. September 1974 und dem 1. September 1978 als Erster Sekretär des Stadtparteikomitees von Sibiu und war zugleich in Personalunion Präsident des Exekutivkomitees des Volksrates von Sibiu.
Im Anschluss wurde Hurbean am 1. September 1978 Nachfolger von George Homoștean als Erster Sekretär des Parteikomitees im Kreis Alba und fungierte zugleich bis zu seiner Ablösung durch Ion Savu am 26. Oktober 1984 als Präsident des Exekutivkomitees des Volksrates dieses Kreises. Auf dem Zwölften Parteitag der PCR (19. bis 23. November 1979) wurde er Mitglied des Zentralkomitees (ZK) der PCR und gehörte diesem Gremium bis zum darauf folgenden Dreizehnter Parteitag der PCR (19. bis 22. November 1984) an. Des Weiteren wurde er 1980 Mitglied der Großen Nationalversammlung (Marea Adunare Națională) und vertrat in dieser bis 1985 den Wahlkreis Nr. 4 Câmpeni im Kreis Alba. Während seiner Parlamentszugehörigkeit war er zwischen dem 1. April 1980 und 1985 Mitglied des Verfassungs- und Justizausschusses. Zuletzt wurde er am 2. März 1985 als Nachfolger von Gheorghe Manta außerordentlicher und bevollmächtigter Botschafter in der Mongolischen Volksrepublik und bekleidete dieses diplomatische Amt in Ulaanbaatar bis zum Zusammenbruch des Kommunismus im Zuge der rumänischen Revolution im Dezember 1989.